# 송-대구월 전쟁
송-대구월 전쟁은 981년 송나라와 대구월 사이에 벌어진 전쟁이다. 중국과 일본에서는 이 전쟁에서 벌어진 전투 중 가장 큰 전투인 박당강 전투(중국어: 白藤江之战, 일본어: 白藤江の戦い)로 이 전쟁을 부르기도 한다.이 전쟁에서 대구월이 승리했으며, 이후 대구월은 적극적인 영토 확장 정책을 펼쳤다. 송나라와 베트남의 전쟁은 이후 1075년에 재발한다.

## 배경
9세기 후반 당시 당나라가 통치하던 경해 절도사 지역이 중국의 통제에서 벗어나자, 현지 베트남 추장들과 군벌들이 자주적으로 지배하게 되었다. 그러다 939년, 응오꾸옌(吳權)이 이 지역의 절도사를 폐지하고 스스로 왕이라 선포했다. 그러나 응오꾸옌이 944년에 사망하고 958년에 내전이 발생하면서 왕국은 열두 군벌의 영지로 분열되었다. 968년, 화려(華閭)를 근거지로 삼은 군벌 딘보린(丁部領)이 다른 군벌들을 물리치고 나라를 대구월(大瞿越)이라 명명했다. 송나라는 딘보린에게 교지군왕(交趾郡王), 안남도호(安南都護), 평해군사(平海軍使) 등의 칭호를 수여했다. 971년, 송 황제는 영남(嶺南, 관남 이남의 지역)을 복속시키라는 명령을 내렸으며, 이는 암묵적으로 대구월을 포함한 것이었다. 당시 실권은 딘보린이 쥐고 있었으나, 송나라로부터 자주적으로 인정받고자 한 딘보린의 아들 딘리엔(丁璉)은 자신의 칭호를 요청했다. 이에 송 황제는 그를 안남의 절도사 겸 도독(都督)으로 임명하고 이후 교지왕(交趾王)으로 승격시켰다.
979년 10월, 내시 도틱(杜釋)이 잠든 딘보린과 딘리엔을 암살했다. 장군 레호안(黎桓)은 당시 다섯 살이던 딘또안(丁璿, 딘 보 린의 막내아들)의 섭정으로 권력을 장악했다.[7] 곧 전국적으로 반란이 일어났다. 그 와중에 송나라는 어린 황제의 통치를 위협하는 세력을 제거하겠다는 명분으로 후인보(侯仁寶)를 이끌고 다이꼬비엣을 침공하려 했다. 이에 베트남 궁정은 레호안에게 왕위를 계승하고, 전국을 안정시키며, 송나라의 침략에 대비할 것을 촉구했다. 980년, 관리와 장군들이 화려에 모였고, 황태후 즈엉반응아(楊雲娥)는 왕의 옷을 가져와 레호안에게 입히며 그를 왕으로 즉위시켰다.

## 전개
981년 초, 두 개의 송나라 군대가 육로로 대구월(大瞿越)을 공격했고, 함대는 박당강(白藤江)을 따라 진격했다. 레호안(黎桓)은 송나라 함대와 강에서 맞섰으나 병력에서 크게 열세였고, 결국 후퇴할 수밖에 없었다. 승기를 잡은 송나라 함대는 1,000명의 베트남 수병을 사로잡아 참수하고 200척의 배를 노획했다. 그러나 말라리아가 송나라 군대에 발생해 원정군의 20%에서 30%가 사망했다. 원정군은 지휘관들 간의 다툼이 벌어지면서 서서히 붕괴되기 시작했다. 이에 레호안은 육지로 나아가 군대를 이끌고 북쪽으로 이동해, 치랑(支棱, 현재의 랑선 인근)에서 매복을 시도하여 송나라 군대를 저지하려 했다. 이 매복 작전은 성공을 거두어 송나라 장군 두 명이 포로로 잡히고, 송군의 절반이 전사했다. 결과적으로 송나라 함대는 퇴각할 수밖에 없었고, 송나라의 침공은 981년 4월에 종결되었다.

## 여파
전쟁이 끝난 후, 레호안(黎桓)은 포로로 잡았던 송나라 장군 두 명을 돌려보내고 송나라와의 조공 관계를 다시 맺기를 요청했으며, 송나라는 이를 받아들였다. 송나라 사절단은 990년에 대구월(大瞿越)에 도착했다. 993년, 레호안은 송나라로부터 교지군왕(交趾郡王)의 칭호를 받았고, 997년에는 남평왕(南平王)이라는 칭호도 추가로 받았다. 송나라의 위협이 줄어들자, 레호안은 982년 참파 침공을 통해 남쪽으로의 확장을 시작했다. 한편 979년, 참파는 이전 응오 왕조의 왕자였던 응오녓카인(吳日慶)의 지원을 받아 대구월을 침공하려 했으나 실패한 바 있었다.

## 저서
- Coedes, George (2015). 《The Making of South East Asia (RLE Modern East and South East Asia)》. Taylor & Francis. ISBN 9781317450955.
- Hsu, Cho-yun (2012). 《China: A New Cultural History》. Columbia University Press. ISBN 978-0-231-52818-4.
- Kiernan, Ben (2019). 《Việt Nam: a history from earliest time to the present》. Oxford University Press. ISBN 978-0-190-05379-6.
- Walker, Hugh Dyson (2012), 《East Asia: A New History》, ISBN 978-1477265161
- Womack, Brantly (2006), 《China and Vietnam: The Politics of Asymmetry》, Cambridge University Press, ISBN 0-5216-1834-7